# Станці Рафаеля

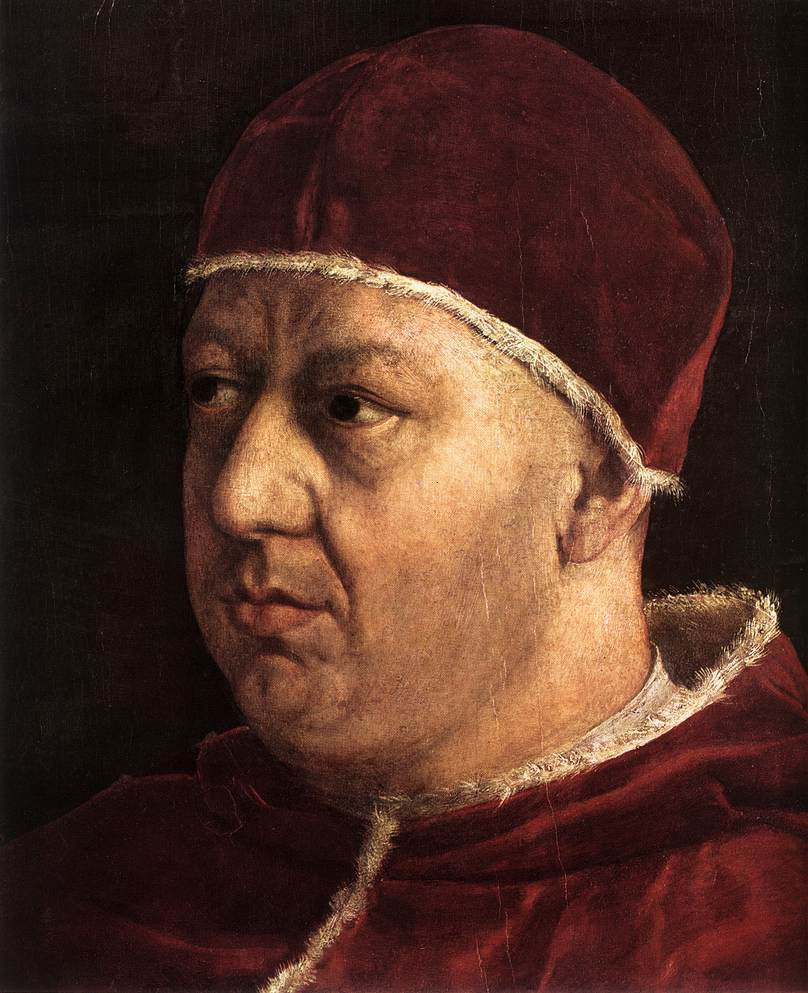
Папа Римський Лев X

Станці Рафаеля в палацовому комплексі Ватикану (італ. Stanze di Raffaello) — приміщення (Stanze, станце — кімнати) в папському палаці Ватикану.
Вони існували вже за папи Миколи V (1447—1455). Папа Юлій II обрав їх для своїх апартаментів, не бажаючи жити там, де все ще витала тінь ненависних Борджіа, тобто в апартаментах Олександра VI. За порадою Браманте Юлій II доручив зробити розпису станц зовсім молодому Рафаелю (художнику було тільки двадцять п'ять років). Станце Рафаеля — це чотири порівняно невеликих приміщення (приблизно 9 на 6 м), розписані в 1508—1517 роках Рафаелем разом з учнями, а також залів, розписи яких були виконані учнями за ескізами живописця після його смерті. Четверте приміщення — Зал Костянтина — було розписано учнями Рафаеля, тому менш відоме. Кожну з стін цілком займає фрескова композиція, таким чином у кожній з станц їх по чотири. Розписи вражають глибиною задуму, образною насиченістю, композиційною ясністю і впорядкованістю, загальною гармонією.

## Stanza del'Incendio di Borgo

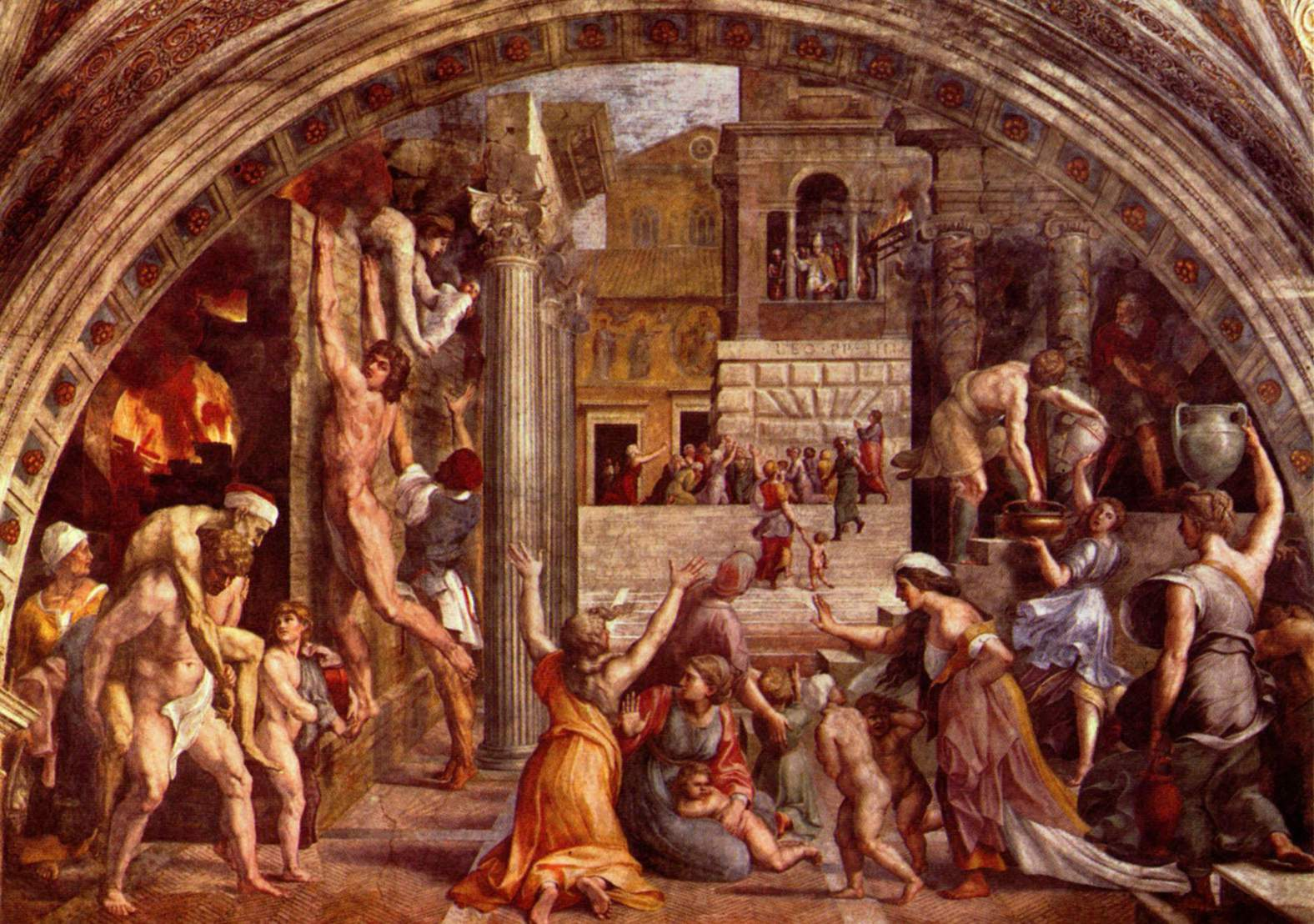
«Пожежа в Борґо»
(Станца дель Інчендіо ді Борґо)

Станца дель Інчендіо ді Борґо (італ. Stanza del'Incendio di Borgo) — остання з станц, розписаних Рафаелем (1514—1517 рр.). Теми розписів взяті з історії папства, а саме — епізоди, пов'язані з Левом III і Левом IV, що дозволяло прославити Лева Х який перебував тоді на папському престолі. Найкраща фреска цієї станції, на ім'я якої вона і названа, — «Пожежа в Борґо». За легендою, коли в Борґо (райони, прилеглі до папського палацу), в 847 р. сталася пожежа, папа Лев IV чудесним чином зупинив її, поклавши на натовп, що рятувався від пожежі знак хреста. В глибині видно частину собору св. Петра, причому зі старим фасадом, що існував під час роботи Рафаеля над розписом станц.

## Stanza della Segnatura
Станца делла Сеньятура (італ. Stanza della Segnatura) була папським робочим кабінетом, і тут же підписувалися папські укази. Це перша зі станц, розписаних Рафаелем (1508—1511 рр.). Тема розпису — духовна діяльність людини. Фрески представляють чотири її області: «Афінська школа» — філософію, «Диспут» — богослов'я, «Парнас» — поезію, а «Мудрість, помірність і сила» — правосуддя.

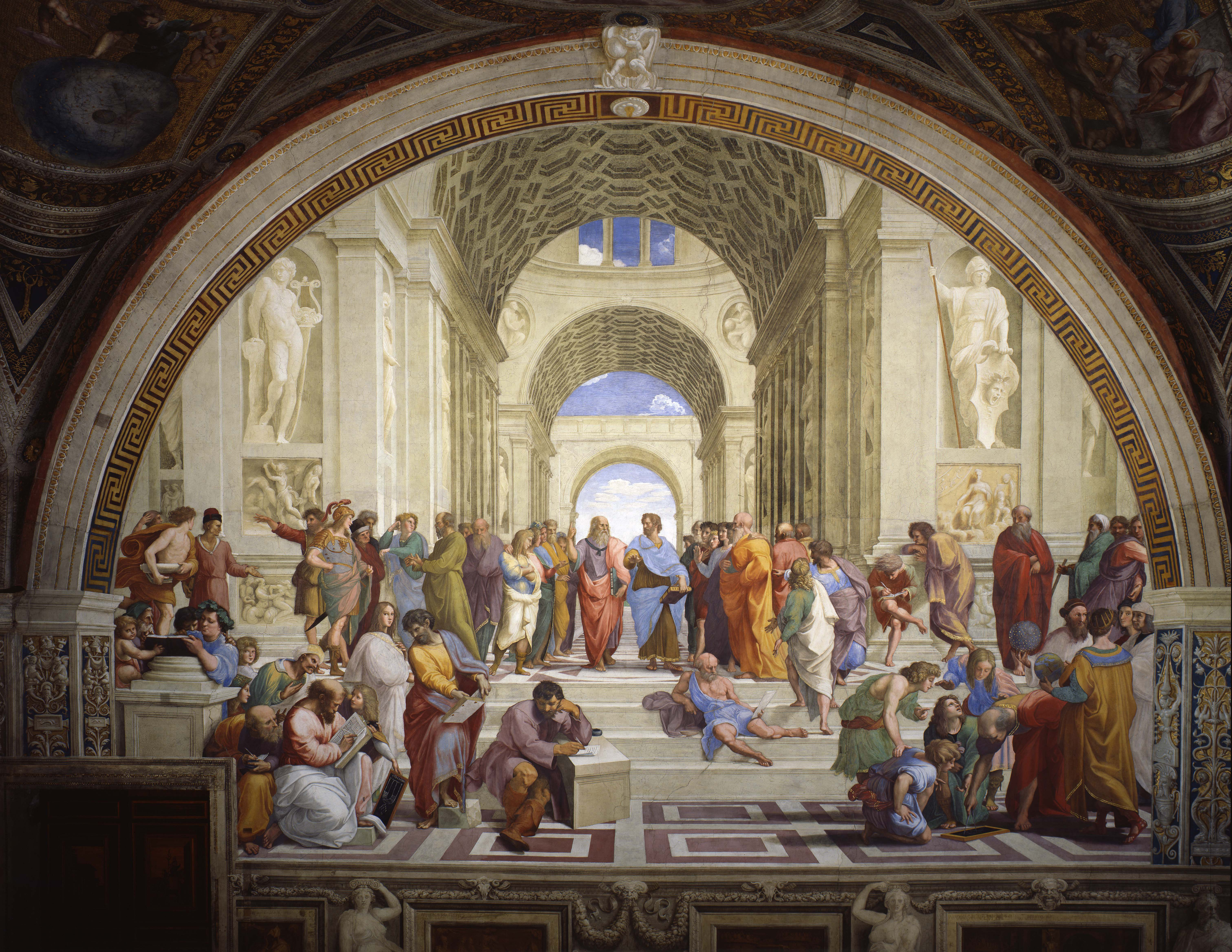
«Афінська школа»

Найкращою з усіх фресок станції одностайно визнається «Афінська школа» — одне з найбільших творів ренесансного мистецтва в цілому та Рафаеля зокрема. У центрі композиції — постаті Арістотеля і Платона. Платон (у червоному плащі і з рисами Леонардо да Вінчі) простягає руку до неба — на знак того, що світ ідей знаходиться, в небесних сферах; Арістотель (у синьому плащі) вказує рукою вниз — на знак того, що світ ідей пов'язаний з земним досвідом. На фресці представлені й інші великі філософи: Сократ (зліва від Платона), Діоген (лежить на щаблях сходів), а на передньому плані внизу — Піфагор в оточенні учнів (ліворуч), Геракліт, що сидить у глибокому задумі майже в центрі (з рисами обличчя Мікеланджело), Евклід що нахилився, з циркулем у руках (з рисами обличчя Браманте), Птолемей і Зороастр (праворуч), з якими розмовляють двоє хлопців (один з них з рисами обличчя самого Рафаеля, інший — живописця Содоми, який починав до Рафаеля працювати в цієї станці). За задумом майстра, який пройнявся ідеями християнського неоплатонізму, подібна схожість мала символізувати вплив і глибинну спорідненості античної філософії і нової теології. Підпис Рафаеля (RSVM) — у коміра його шат. Фреска «Диспут» — це не стільки бесіда про таїнство причастя, скільки прославляння і тріумф церкви. Вгорі, на небесах, зображений Бог-батько, під ним — Христос з Богоматір'ю та Іваном Хрестителя, нижче — голуб, символ Святого Духа, на хмарах сидять апостоли. Внизу, на землі, представлені отці церкви, папи, священнослужителі, віруючі, серед яких можна побачити Данте, Савонаролу і художника монаха Фра Анджеліко. Фреска відрізняється дивним композиційною єдністю і гармонією.

«Парнас». У центрі — Аполон, навколо нього дев'ять муз і поети, як античні, так і епохи Відродження. Зліва зображені сліпий Гомер, Вергілій, Данте, Петрарка, Анакреонт, Сапфо, праворуч — Теренцій, Аріосто, Овідій, Горацій.

## Stanza d'Eliodoro

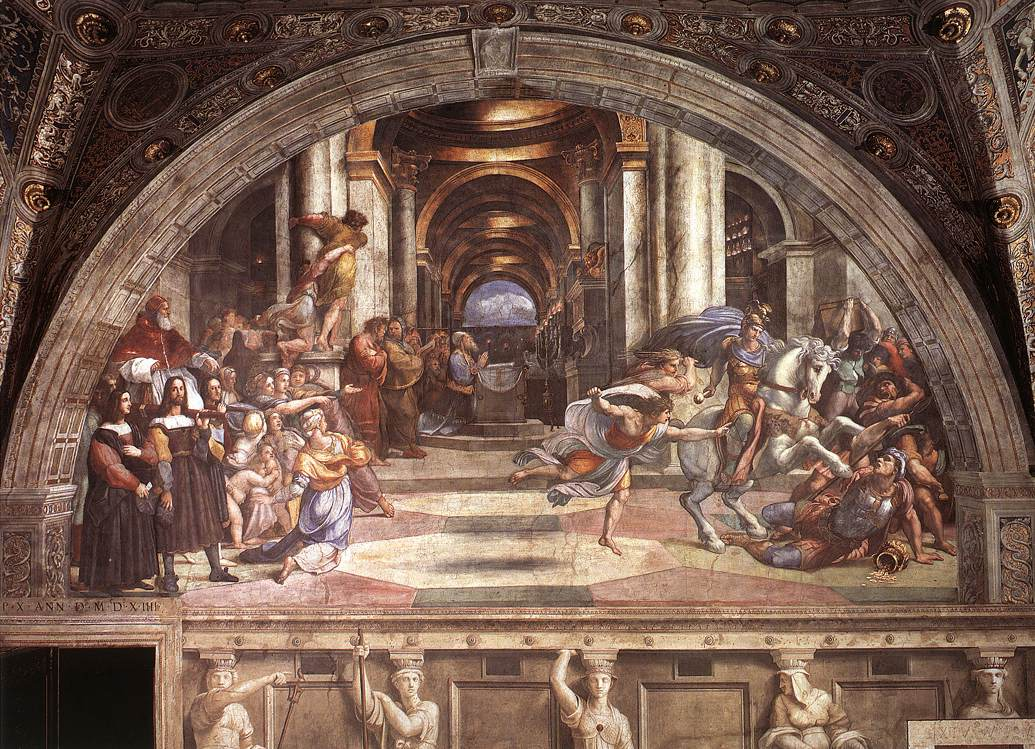
«Вигнання Еліодора»
(Станца д'Еліодоро)

Станцу д'Еліодоро (італ. Stanza d'Eliodoro) Рафаель розписав в 1511—1514 рр. Тематика її розписів — чудесне заступництво, що надається Богом церкві. Фреска «Вигнання Еліодора», за яку станца отримала свою назву, розповідає про те, як небесний вершник виганяє сирійського воєначальника Еліодора з Єрусалимського храму, що він хотів пограбувати. Вважається, що в цьому сюжеті міститься натяк на вигнання французів з Папської області. Зліва зображений сидячим папа Юлій II. Чудово переданий характер цієї сильної та владної людини. У «Месса в Больцене» зображено диво, яке сталося в 1263 р., коли під час богослужіння гостія у руках у невіруючого священика зачервоніла кров'ю. При цій події присутній папа Юлій II, а праворуч розташувалася група швейцарських гвардійців з папської варти, одягнених у яскраві костюми. З великою майстерністю написана фреска «Він вивів Петра», що розповідає про чудесне звільнення з в'язниці апостола Петра. Тут міститься натяк на епізод з життя папи Лева Х. Будучи ще кардиналом, він був у битві при Равенні в 1512 р. Папу взято в полон французами, але йому вдалося втекти. Композиція ділиться на три частини. У центрі зображений за ґратами, у в'язниці, сплячий апостол Петро, над яким схиляється ангел. У правій частині ангел виводить Петра з в'язниці, у той час як варта спить, у лівій — стражники що прокинулися, виявивши зникнення Петра, б'ють на сполох. Рафаель з великою майстерністю використовує в цій фресці нічне освітлення, що сприяє створенню драматичного настрою і глибокої виразності.
 Вікісховище має мультимедійні дані за темою: Станці Рафаеля

## Галерея

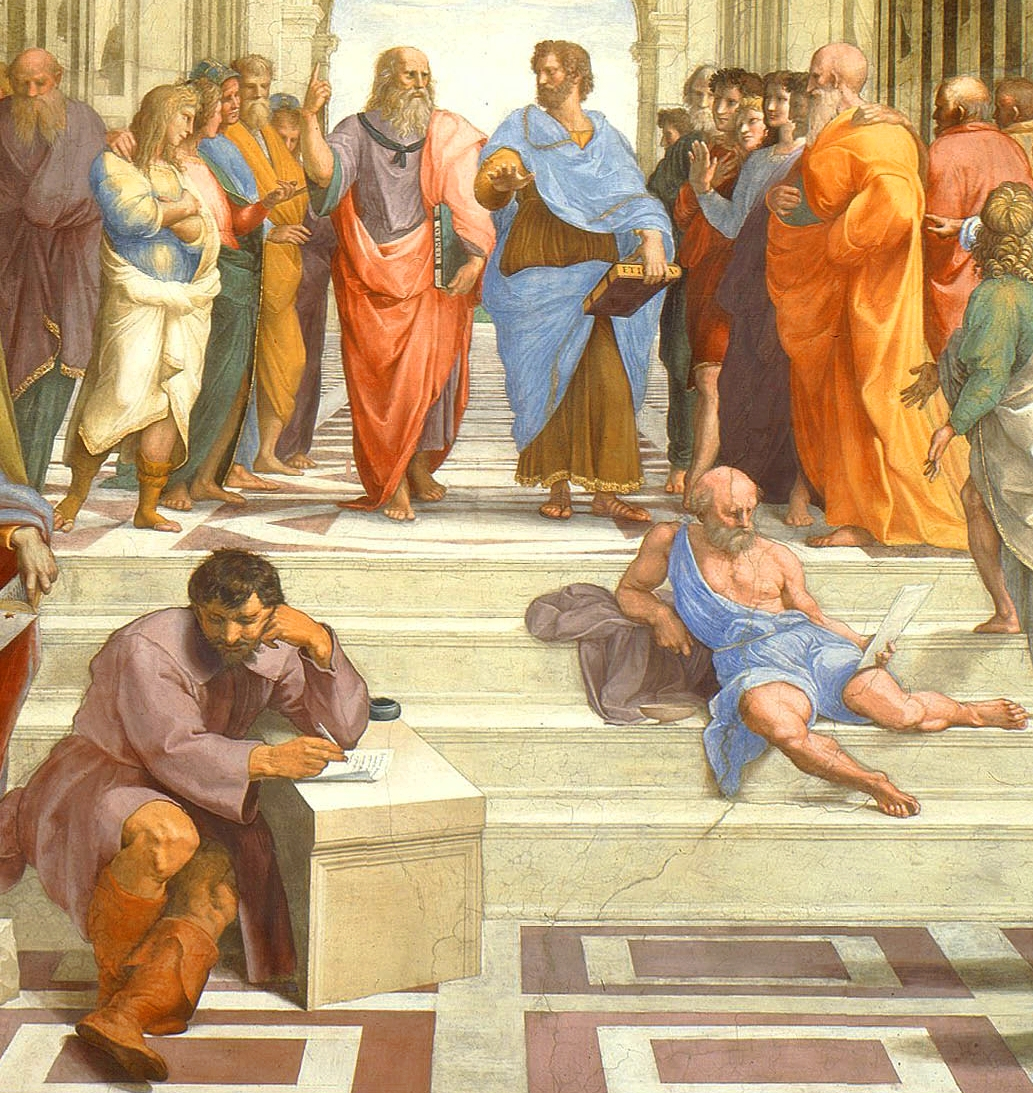
Афінська школа. Платон та Аристотель (задній план), Геракліт та Діоген (передній план)
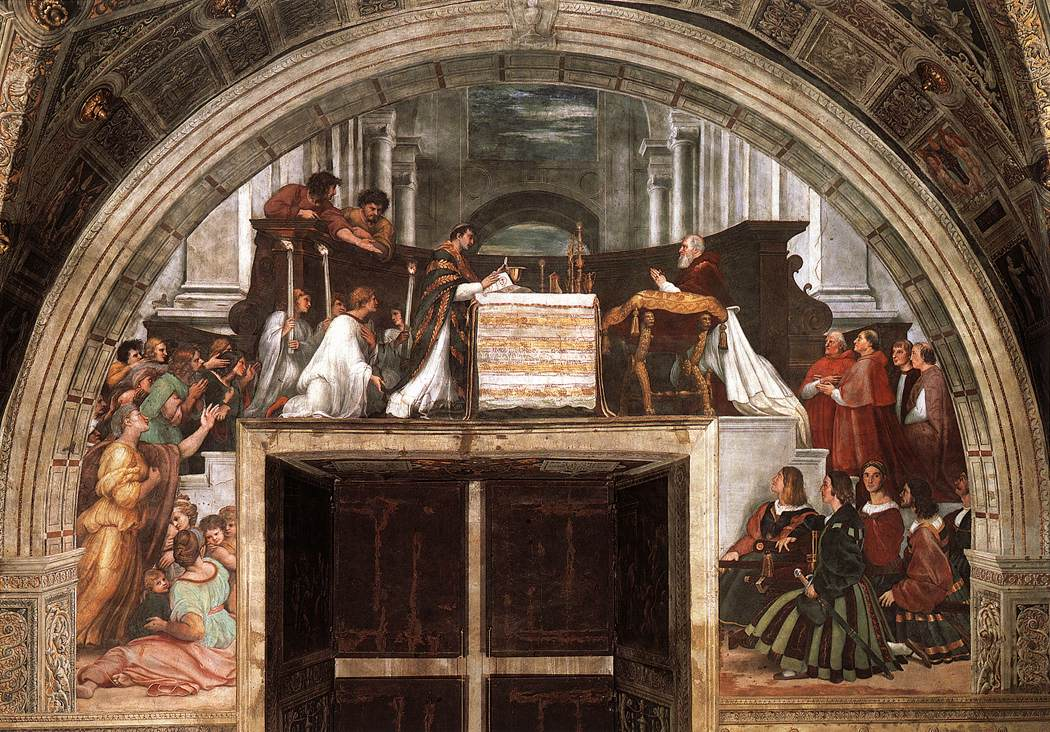
Месса в Болоньї
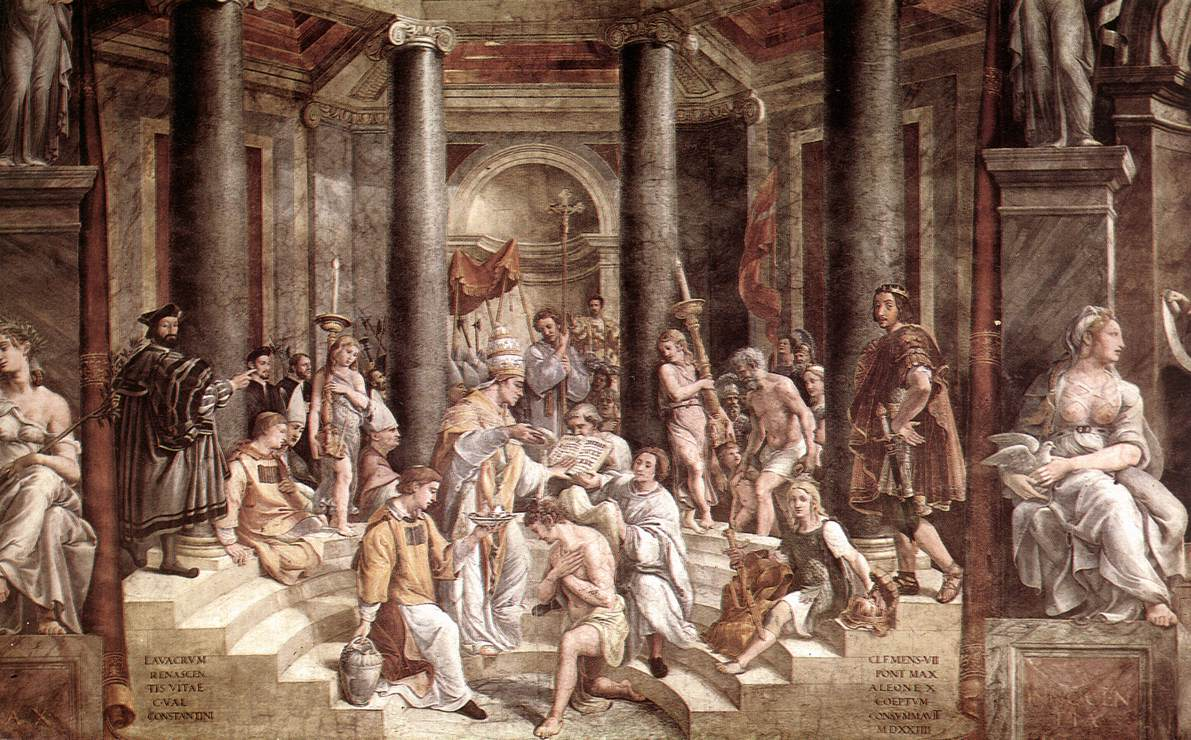
Хрещення Костянтина Великого (робота учнів Рафаеля)
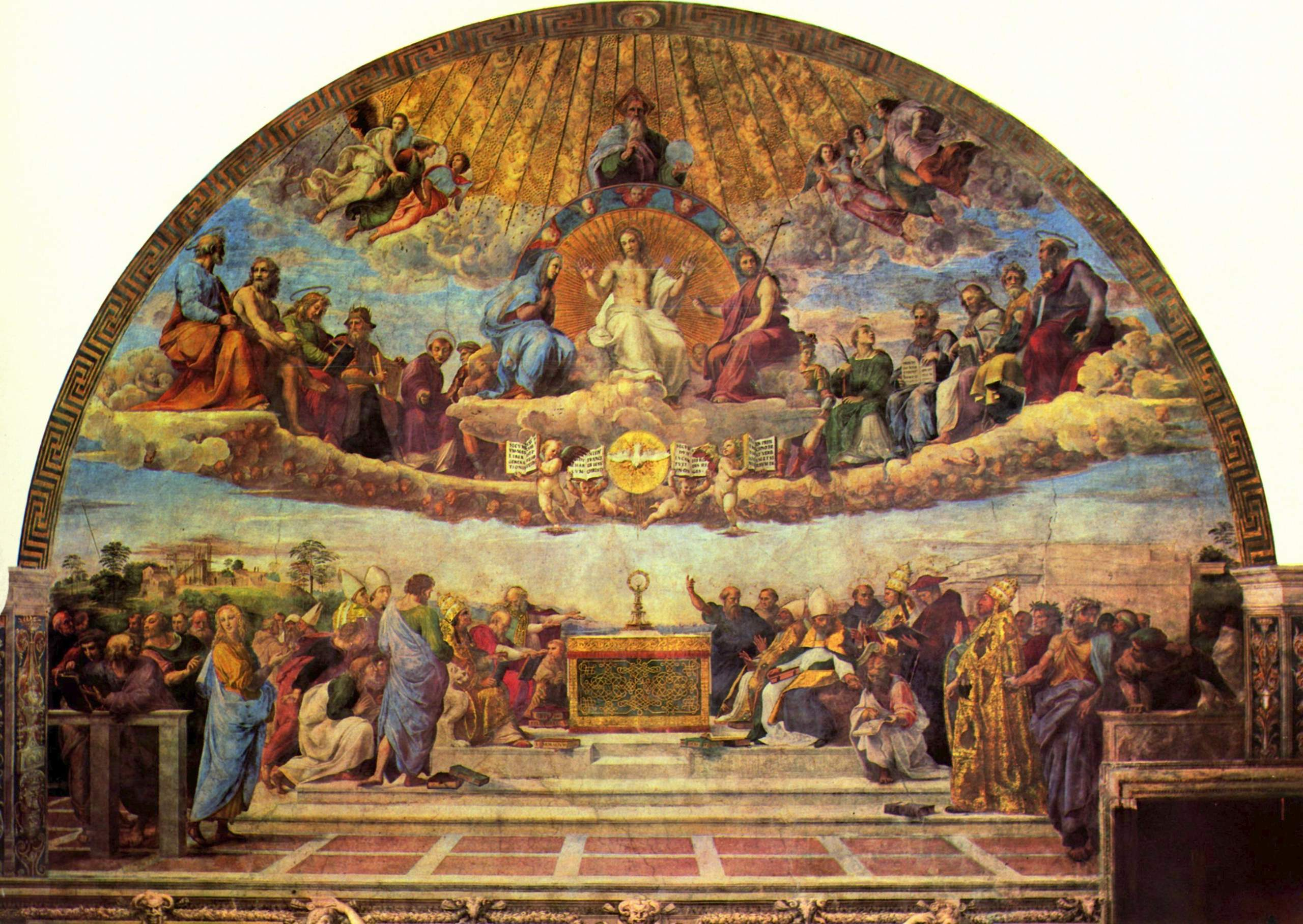
«Диспут» (спір про причастя)